# Цераский, Витольд Карлович
Витольд Карлович Цераский (Witold Michał Henryk Ceraski) (27 апреля (9 мая) 1849, Слуцк — 29 мая 1925, Троицкое) — русский астроном, член-корреспондент Петербургской АН (с 1914), ординарный профессор Императорского Московского университета, директор астрономической обсерватории. Действительный статский советник.

## Биография

### Детство и обучение в университете (до 1871)
Отец В. К. Цераского — преподаватель географии Слуцкой гимназии, литвин (белорус) по происхождению. Детство Витольда Карловича прошло в окружении друзей отца — педагогов гимназии, прививших ему любовь к математике, природе, литературе и искусству. Появление в 1858 году яркой кометы Донати пробудило у девятилетнего Витольда интерес к астрономии. Во время учёбы в гимназии он провёл свои первые астрономические наблюдения с помощью небольшой трубы физического кабинета.
В 1867 году Цераский окончил Слуцкую гимназию и, несмотря на тяжёлое материальное положение семьи из-за смерти отца, поехал в Москву и поступил на физико-математический факультет Императорского Московского университета. Уже начиная со второго курса Цераский начал работать в Астрономической обсерватории университета в качестве сверхштатного вычислителя. На четвёртом курсе он получил золотую медаль за сочинение на тему: «Вычисление эллиптической орбиты Марса по трём наблюдениям».

### Работа в Московской обсерватории и начало преподавания (1871—1890)
- Сверхштатный ассистент Императорской Московской обсерватории (1871—1878)
- Астроном-наблюдатель Астрономической обсерватории Императорского Московского университета (1878—1890)
- Приват-доцент Императорского Московского университета (1884—1889)
- Экстраординарный профессор Императорского Московского университета (1889—1896)

После окончания курса университета в 1871 году Цераский был оставлен при университете со стипендией, а затем назначен сверхштатным ассистентом в астрономическую обсерваторию. В 1874 году государственная комиссия при Пулковской обсерватории командировала Цераского в Кяхту, на границу с Китаем, для наблюдения прохождения Венеры по диску Солнца. Экспедиция закончилась неудачно — облака не позволили произвести наблюдения. После возвращения в Москву Цераский занимался систематическим фотографированием Солнца при помощи приобретенного для экспедиции гелиографа.
Начиная с 1877 года Цераский сосредоточил свои усилия на астрофотометрии — в то время совсем молодой области астрономической науки, с которой будут связаны его основные научные достижения. Не случайно в юбилейных приветственных адресах астрономы называли Цераского «отцом русской астрофотометрии».
Во второй половине 1870-х годов началась преподавательская деятельность Цераского. По рекомендации директора Московской обсерватории Ф. А. Бредихина он был приглашен читать лекции по физике на Лубянские женские курсы, а затем — на Курсы В. И. Герье, впоследствии ставшие Московскими высшими женскими курсами. В 1878 году Цераский получает освободившееся место астронома-наблюдателя в обсерватории и вскоре начинает чтение лекций в Императорском Московском университете.
В январе 1883 года защитил магистерскую диссертацию «Об определении блеска белых звёзд». С конца 1883 и до середины 1884 года был в научной командировке в Германии, изучая устройство обсерваторий и знакомясь с работой астрономов. В том же 1884 году Цераский женился на Л. П. Шелеховой. 20 ноября 1884 года избран приват-доцентом Московского университета по теоретической астрономии.
В мае 1888 года защитил в Петербурге докторскую диссертацию на тему «Астрономический фотометр и его приложения», став доктором астрономии и геодезии.
В 1889 году осуществил вторую большую командировку в Европу для изучения иностранных обсерваторий, посетив, в частности, Францию. В этом же году стал экстраординарным профессором Московского университета по кафедре астрономии и геодезии.

### Руководство Московской обсерваторией (1890—1916)

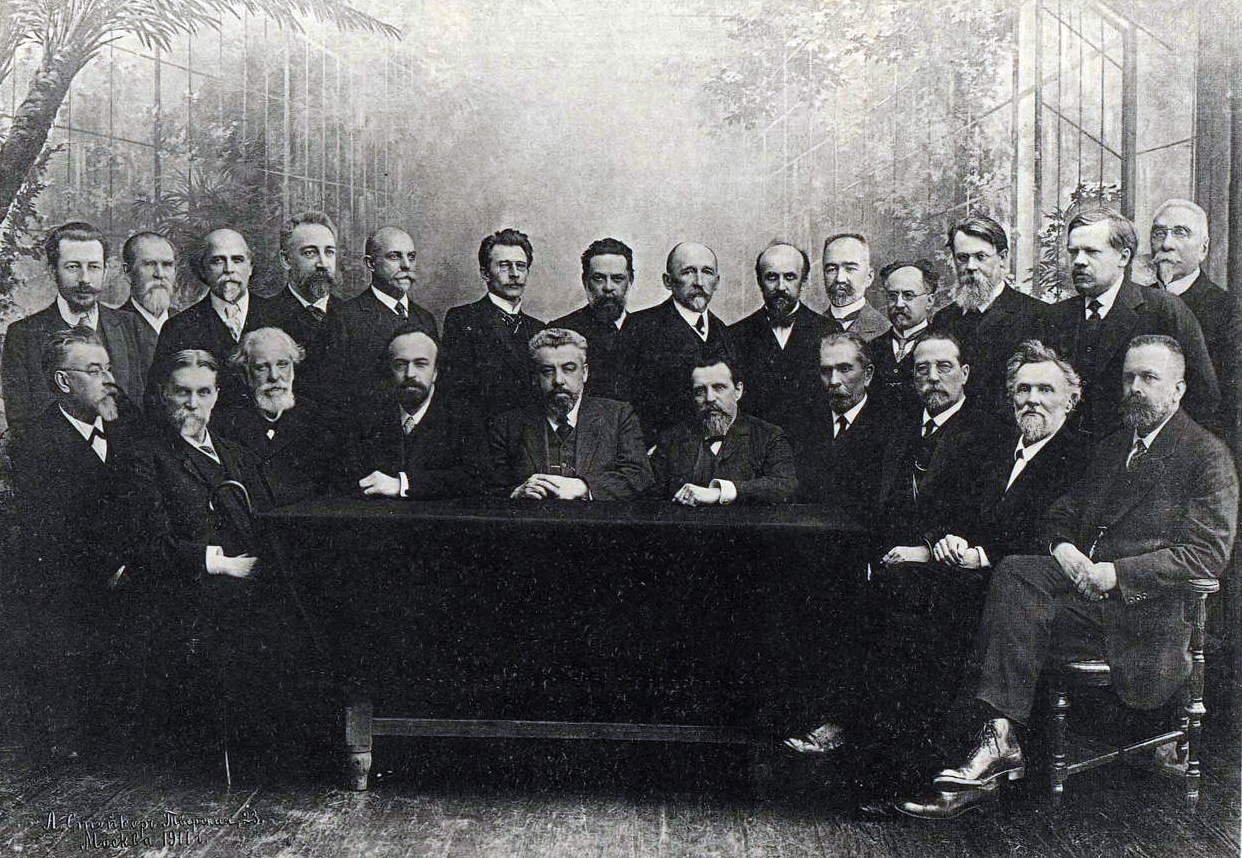
Профессора Московского университета (1911). Сидят: В. П. Сербский, К. А. Тимирязев, Н. А. Умов, П. А. Минаков, М. А. Мензбир, А. Б. Фохт, В. Д. Шервинский, В. К. Цераский, Е. Н. Трубецкой. Стоят: И. П. Алексинский, В. К. Рот, Н. Д. Зелинский, П. Н. Лебедев, А. А. Эйхенвальд, Г. Ф. Шершеневич, В. М. Хвостов, А. С. Алексеев, Ф. А. Рейн, Д. М. Петрушевский, Б. К. Млодзеевский, В. И. Вернадский, С. А. Чаплыгин, Н. В. Давыдов.

- Экстраординарный профессор Московского университета (1889—1896)
- Директор Московской обсерватории (1890—1916)
- Ординарный профессор Московского университета (1896—1909)
- Заслуженный ординарный профессор Московского университета (1909—1911)

В 1890 году Цераский унаследовал от Ф. А. Бредихина, назначенного директором Пулковской обсерватории, пост руководителя Московской университетской обсерватории. С директорством Цераского связано существенное обновление и перестройка обсерватории. Они стали возможными как благодаря крупным правительственным ассигнованиям на переустройство зданий Московского университета и оборудование, значительная часть которых (около 100 тыс. рублей) пришлась на долю обсерватории, так и благодаря значительным частным пожертвованиям университетского товарища Цераского предпринимателя А. А. Назарова.
Перестройка и оборудование обсерватории в целом заняли 12 лет (с 1891 по 1903 год). В обсерватории начали появляться самые современные на то время приборы: гармонический анализатор; инструмент для фотографирования неба в малом масштабе, но зато целыми созвездиями («экваториальная камера»), изготовленный фирмой дрезденского механика Густава Гейде. В 1891 году во дворе обсерватории была построена башня для пассажного инструмента Бамберга с раздвигающейся крышей по образцу башни в Ницце.
Основные строительные работы в обсерватории начались летом 1895 года. К зданию было присвоено северное крыло, где разместилась учебная аудитория для занятий студентов, а под ней, на глубине шести метров — подземная комната для расположения особо точных главных часов, обеспечивших обсерватории статус хранительницы точного времени. Также в этом крыле расположился небольшой архив для хранения журналов наблюдений и других документов. Учебные занятия в новой аудитории начались в 1897 году. Одновременно с северным крылом в центре двора обсерватории была возведена башня для 7-дюймового телескопа, который, как и 5-метровый купол башни, был поставлен фирмой Г. Гейде. Эта башня получило название «Назаровской». В 1899—1901 годах была произведена реконструкция главного здания обсерватории, включившая демонтаж старого и установку нового 10-метрового купола, а также переоборудование помещений подвала, библиотеки, располагавшейся на втором этаже и т. д. В обновленной главной башне был смонтирован новый 15-дюймовый телескоп-астрограф, ставший тогда одним из самых больших инструментов в России. Примерно в то же время обсерватория была электрифицирована, что, помимо электрического освещения, дало возможность вращать главный купол при помощи электромотора, а не вручную, как это было прежде.
Модернизация инструментов обсерватории, осуществленная под руководствам Цераского, определяла возможную здесь тематику наблюдательных работ вплоть до середины XX века. Переоснащение и перестройка обсерватории обеспечили ей ведущее место в российской астрономической науке, заложив возможности для её дальнейшего расширения. Это напрямую связано с деятельностью Цераского, активно занимавшегося как усовершенствованием инструментов наблюдения, так и поиском средств для развития обсерватории. Он искал и находил пути сотрудничества со всеми организациями, так или иначе причастными к деятельности обсерватории, что позволило существенно укрепить её социальный статус. Модернизация обсерватории обеспечила предпосылки для перемещения главного научного центра российской астрономии из Пулково в Москву, осуществившегося уже в советский период.
Параллельно с заботами по обустройству обсерватории и прилегающей к ней территории, Цераский продолжал научные изыскания, усовершенствовав методы измерения яркости звезд. В начале XX века он выполнил также сложную работу по измерению яркости Солнца. При его активном участии был изобретен или усовершенствован целый рад приборов для астрономических наблюдений.
Начиная с 1890 года и следующие два десятилетия Цераский читал в Московском университете основные курсы по астрономии: относительную, сферическую, теоретическую и практическую астрономию. По отзывам слушателей, Цераский имел выдающийся талант в чтении лекций, проявляя при этом высокую степень уважения и внимания к своей аудитории. В 1896 году он был избран ординарным профессором кафедры астрономии и геодезии физико-математического факультета Московского университета. В 1909 году, в ознаменование 25-летия преподавательской деятельности, Цераский стал заслуженным профессором Московского университета. В начале 1911 года он очень остро отреагировал на разгром Московского университета, проведенный министром народного просвещения Л. А. Кассо, и оставил преподавание в университетских стенах.
Кроме руководства обсерваторией, преподавания и научной работы, Цераский вел заметную общественно-организационную деятельность в университете. В 1901 году он входил в состав Комиссии по вопросам о причинах студенческих волнений и о мерах по упорядочению университетской жизни, избранной Советом Московского университета, задачей которой было «упорядочение университетской жизни путём точного исследования фактов, осведомление студентов и другие законные меры общения профессоров и студентов». В 1904—1905 годах в очень сложной обстановке революционных лет возглавлял комиссию Совета по делам студенческих учреждений. На заседании Учёного совета ИМУ 23 декабря 1905 года прочитал доклад о событиях на Пресне. (Архив МГУ, Журнал протоколов Учёного совета МГУ, 1905 г., л. 381.)

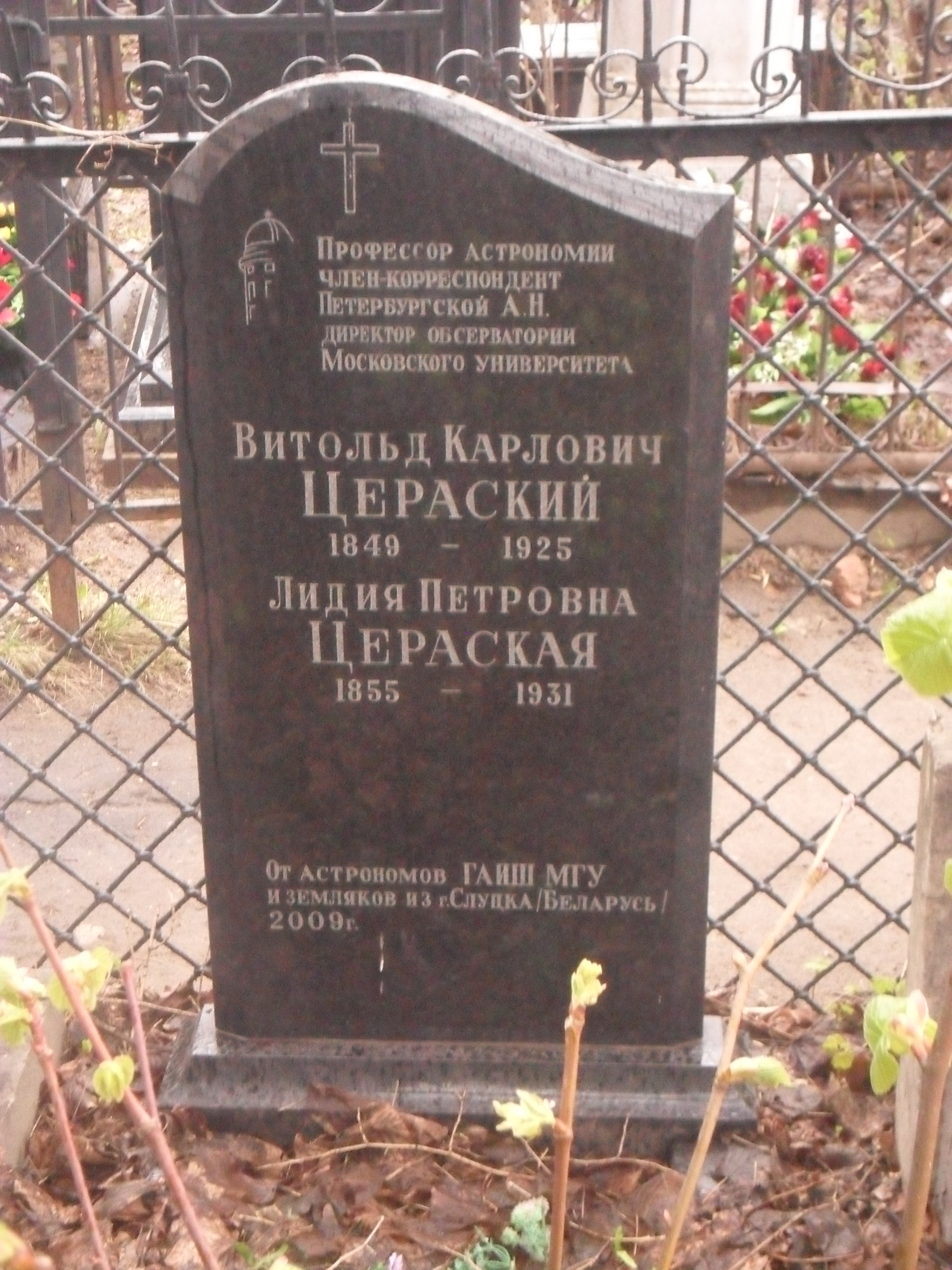
Могила Цераского на Ваганьковском кладбище.

Отдельной областью деятельности В. К. Цераского была популяризация научных знаний. Он был членом Московского математического общества и почётным членом Московского общества испытателей природы. Наряду с преподавательской работой в университете астроном активно выступал с публичными лекциями в Политехническом и Историческом музеях, перед учащимися гимназий и школ. Множество его статей, посвященных популяризации астрономических знаний, было опубликовано в журналах «Мир Божий», «Русская мысль», «Научное слово» (Коперник и Тихо Браге, 1909) , «Русский астрономический календарь» («Несколько слов об астрофотометрии в её современном состоянии», 1901; «Фотографические наблюдения двойных звёзд на Московской Обсерватории», 1904; «Окуляр для детального изучения солнечных пятен», 1907; «Утилизация солнечной теплоты», 1909).
В 1914 году В. К. Цераский избран член-корреспондентом Санкт-Петербургской академии наук.
За годы активной деятельности Цераский вырастил целую плеяду учеников, составивших основной костяк московских астрономов в последующие десятилетия. Среди них С. Н. Блажко, С. В. Орлов, Г. А. Тихов, А. А. Михайлов, И. А. Казанский, С. А. Казаков, И. Ф. Полак и многие другие.

### Последние годы (после 1916)
В. К. Цераский никогда не отличался отличным здоровьем, но начиная примерно с 1910 года у него стала проявляться болезнь, которую врачи так и не смогли точно определить. Основным её проявлением стала прогрессирующая общая физическая слабость организма. В 1916 году, следуя советам врачей, Цераский отказался от руководства Московской обсерваторией и летом переехал вместе с женой в Феодосию, в надежде, что её климат позволит здоровью улучшиться. В Феодосии Цераского застали революционные события и начавшаяся вскоре гражданская война. Будучи отрезанными от Москвы и очень стесненными в средствах, Цераские пережили эти годы с огромным трудом. Большую помощь им оказал М. А. Волошин, в доме которого они жили некоторые время.
Как только это стало возможно, Лидия Петровна стала хлопотать о возможности перевезти супруга в Москву или куда-то вблизи неё. В 1922 году это удалось сделать. Цераский был доставлен к сыну, врачу психиатрической колонии в Мещерском (Подольский уезд). По ходатайству 1-го МГУ Совнарком назначил учёному повышенную пенсию, но его состояние здоровья продолжало ухудшаться.
11 мая 1924 года в геологическом институте 1-го МГУ состоялось торжественное событие, посвященное 75-летию В. К. Цераского, организованное Всероссийским астрономическим союзом, на котором юбиляра чествовала вся астрономическая общественность России, но сам он не смог на нём присутствовать. Через год после этого, 29 мая 1925 года, Цераский скончался.
Похоронен на Ваганьковском кладбище (уч. № 2).

## Научные достижения
В. К. Цераский — один из пионеров применения фотографии в астрономии, основал московскую школу астрофотометрии. В 1887 году построил фотометр (на основе фотометра Цёлльнера), с которым выполнил ряд исследований — определил звёздные величины и составил каталоги звёзд в околополярной области, в скоплениях h и χ Персея и в Волосах Вероники. В 1903 году оригинальным способом определил видимую звёздную величину Солнца. По его данным, эта величина составляет −26,72 — результат, практически совпадающий с современным. В 1895 году на основе опытов с плавлением металлов в фокусе вогнутого зеркала Цераский впервые установил нижний предел температуры Солнца в 3500 °С. Совместно со своей супругой Лидией организовал в Московской обсерватории систематические поиски и изучение переменных звёзд фотографическим путём, начатые в 1895 году на сконструированном им короткофокусном широкоугольном астрографе.
В 1885 году открыл ночные светящиеся, так называемые серебристые облака, наблюдал их в 1885—1892 годах, определил их среднюю высоту в 75 км. Предложил аналитический способ определения координат метеорного радианта и метод определения угловой скорости метеоров. Усовершенствовал ряд астрономических приборов — изобрёл окуляр, удобный для детального изучения солнечных пятен; сконструировал кассету для получения на гелиографе снимков в определённом масштабе, специальный гелиометр для измерения величины сжатия Солнца.

## Мировоззрение
Философские взгляды Цераского наиболее полно выражены в одной из его статей — «Астрофотографические работы Московской обсерватории» в журнале «Русский астрономический календарь» на 1902 г.:

Звёздное небо, биологические явления в тесных пределах Земли и духовная деятельность в нас самих, вместе взятых, порождает понятие о Вселенной, хотя смутное и в высшей степени неполное… Но бесконечность доступна созерцанию человека лишь в звёздном небе, притом же является в нём действительно, а не как гипотеза, и предположение, а отсюда уже понятие об ней законным и необходимым образом распространяется на совокупность жизненных и иных процессов в природе.
Он крайне резко высказывался о богословах, которые «раздают проклятия и доказывают, что только их последователи попадут в царство божие, все прочие осуждены на гибель. С другой стороны бесчисленное число раз фанатизм и жестокость порождались национализмом и покрывались историческим теориями и рассуждениями».
Во время японско-русской войны, в своих дневниковых записях Цераский так затрагивал тему патриотизма:

 Русский патриотизм существует, он даже очень искренний и большой, но он ещё в элементарной форме. Нужно, чтобы отечеству грозила опасность, большая страшная опасность, и тысячи, десятки тысяч человек пойдут на смерть спасать Родину. В мирное и обычное время русский патриотизм превращается в отрицательное чувство преследования других.
О патриотизме Цераского свидетельствует и его сожаление о вынужденном отъезде из России выдающихся русских учёных: И. И. Мечникова, Г. Таммана и Г. О. Струве.

## Личная жизнь
- Жена — астроном Лидия Петровна Цераская, в девичестве Шелехова (1855—1931). В браке с 1884 года и до конца жизни.

## Память
- В честь Цераского назван астероид (807) Цераския, открытый в 1915 году немецким астрономом Максом Вольфом в обсерватории Хайдельберг-Кѐнигштуль.
- В Слуцкой гимназии № 1 5 ноября 2014 года открыта мемориальная доска В. К. Цераскому, выпускнику этой гимназии[21].

## Гравюра
- В. К. Цераский с параболическим зеркалом, служившим для определения температуры Солнца. (Гравюра Н. И. Калиты.)

## Стихотворение
Максимилиан Волошин написал стихотворение «Памяти В. К. Цераского» (Коктебель, 10 ноября 1925 года).